# Renbygda
Renbygda este o localitate din comuna Holtålen, provincia Sør-Trøndelag, Norvegia, cu o suprafață de 0,74 km² și o populație de 608 locuitori (2013).